# Södra Hagsjösjön
Södra Hagsjösjön är en sjö i Alvesta kommun i Småland och ingår i Mörrumsåns huvudavrinningsområde.